# A halál árnyékában (Family Guy)
A halál árnyékában (angolul Death Has a Shadow, további ismert magyar címe: A halál árnyéka) a Family Guy című amerikai rajzfilmsorozat legelső epizódja, melyet az amerikai FOX csatorna mutatott be 1999. január 31-én közvetlenül a XXIII. Super Bowl után. Magyarországon a Comedy Central mutatta be 2008. október 1-jén. A cselekmény Seth MacFarlane egy korábbi rajzfilmjén alapul.

## Cselekmény
Quagmire átinvitálja Griffinéket a szomszédságból az esti partijára. Lois egy feltétellel engedi át Petert, ha nem iszik. Ennek nem tesz eleget, s végül részegen botrányt csinál, majd elalszik a konyhaasztalon. Lois nagyon dühös lesz rá. Ám még a munkahelyén, a Kockafej Játékgyárban is elalszik meló közben, amiért elbocsátják. Peter nem meri bevallani a családjának, hanem inkább segélyhez folyamodik. Tévedésből azonban magasabb összeget (heti 150.000 dollárt) kap, mint ami jár neki, de ez nem zavarja: mindenét a családra költi. Szép lassan az egész család rájön a csalásra. Lois megint dühös lesz, s ezért Peter azt találja ki, hogy a neki nem járó összeget a Super Bowl döntőn szétszórja az emberek közt. A csalásért elítélik, sőt a mellette kiálló Loist is le akarják csukni. Ám Stewie a frissen épített hipnotizáló gépével sikeresen kimenti a családot a bajból.

## Érdekességek
- Az epizód egy rádióműsor után kapta a nevét.
- Az alkotók eredeti szándéka szerint minden epizód nevébe belekerült volna a halál bármilyen elnevezése, de néhány rész után elvetették a lehetőséget.
- Griffinék a Brady családot nézik a TV-ben az epizód elején.
- Quagmire partiján a pornófilm címe: Assablanca.

## Külső hivatkozások
- A halál árnyékában az Internet Movie Database-ben (angolul)
- A halál árnyékában a Rotten Tomatoeson (angolul)
- A halál árnyékában a Box Office Mojón (angolul)